# Požega
Požega este un oraș în cantonul Požega-Slavonia, Croația, având o populație de 26.248 de locuitori (2011). Se află în partea de sud-vest a Văii Požega (Požeška kotlina) în Slavonia centrală, și este centru al cantonului Požega-Slavonia.
Požega se află pe drumul principal (M1.6) Nova Gradiška - Požega - Našice și pe linia feroviară Batrina - Požega.
Principalele ocupații includ creșterea animalelor, viticultura, prelucrarea metalului, industria alimentarp și textilă, prelucrarea lemnului și cherestelei, industria materialelor de construcția și a tiparului.

## Demografie
Componența etnică a orașului Požega
     Croați (93,24%)
     Sârbi (4,66%)
     Necunoscut (0,56%)
     Neclasificat (1,25%)
Componența confesională a orașului Požega
     Catolici (89,82%)
     Ortodocși (4,63%)
     Fără religie și atei (2,23%)
     Necunoscută (1,63%)
     Alte religii (1,7%)
Conform recensământului din 2011, orașul Požega avea 26.248 de locuitori. Din punct de vedere etnic, majoritatea locuitorilor (93,24%) erau croați, cu o minoritate de sârbi (4,66%). Apartenența etnică nu este cunoscută în cazul a 0,56% din locuitori. Din punct de vedere confesional, majoritatea locuitorilor (89,82%) erau catolici, existând și minorități de ortodocși (4,63%) și persoane fără religie și atei (2,23%). Pentru 1,63% din locuitori nu este cunoscută apartenența confesională.
În secolele 17-18 încă mai exista o populație românească în regiunea mărginită de Pozega, Pakrac și Krievac și numită Mica Vlahie

## Personalități născute aici
- Predrag Matić (1962 - 2024), politician, europarlamentar.